# Olympische Jugend-Winterspiele 2016/Teilnehmer (San Marino)
| Gelbes Symbol für Goldmedaillen mit stilisierten Olympischen Ringen | Graues Symbol für Silbermedaillen mit stilisierten Olympischen Ringen | Braundes Symbol für Bronzemedaillen mit stilisierten Olympischen Ringen |
| ------------------------------------------------------------------- | --------------------------------------------------------------------- | ----------------------------------------------------------------------- |
| —                                                                   | —                                                                     | —                                                                       |

San Marino nahm an den Olympischen Jugend-Winterspielen 2016 im norwegischen Lillehammer mit einem Athleten in einer Sportart teil.

## Sportarten

### Ski Alpin
| Jungen              |              |             |    |             |    |             |    |
| Alessandro Mariotti | Riesenslalom | 1:27,03 min | 38 | 1:25,81 min | 30 | 2:52,84 min | 30 |
| Alessandro Mariotti | Slalom       | 58,23 s     | 40 | 56,84 s     | 31 | 1:55,07 min | 32 |